# Hôtel du Lys
Pour les articles homonymes, voir Lys (homonymie).
L'Hôtel du Lys est un édifice historique à colombages situé à Houdan, commune française du département des Yvelines en Île-de-France. Construit à la fin du XVe siècle, l'ancien hôtel est protégé en tant que monument historique depuis 1926.

## Description
Il s'agit d'une maison à colombages de deux étages avec un toit en pente à lucarnes. La charpente est ornée de figures d'hommes et de Croix de Saint-André. A droite, un portail qui menait aux anciennes dépendances à l'arrière (écuries et grange).

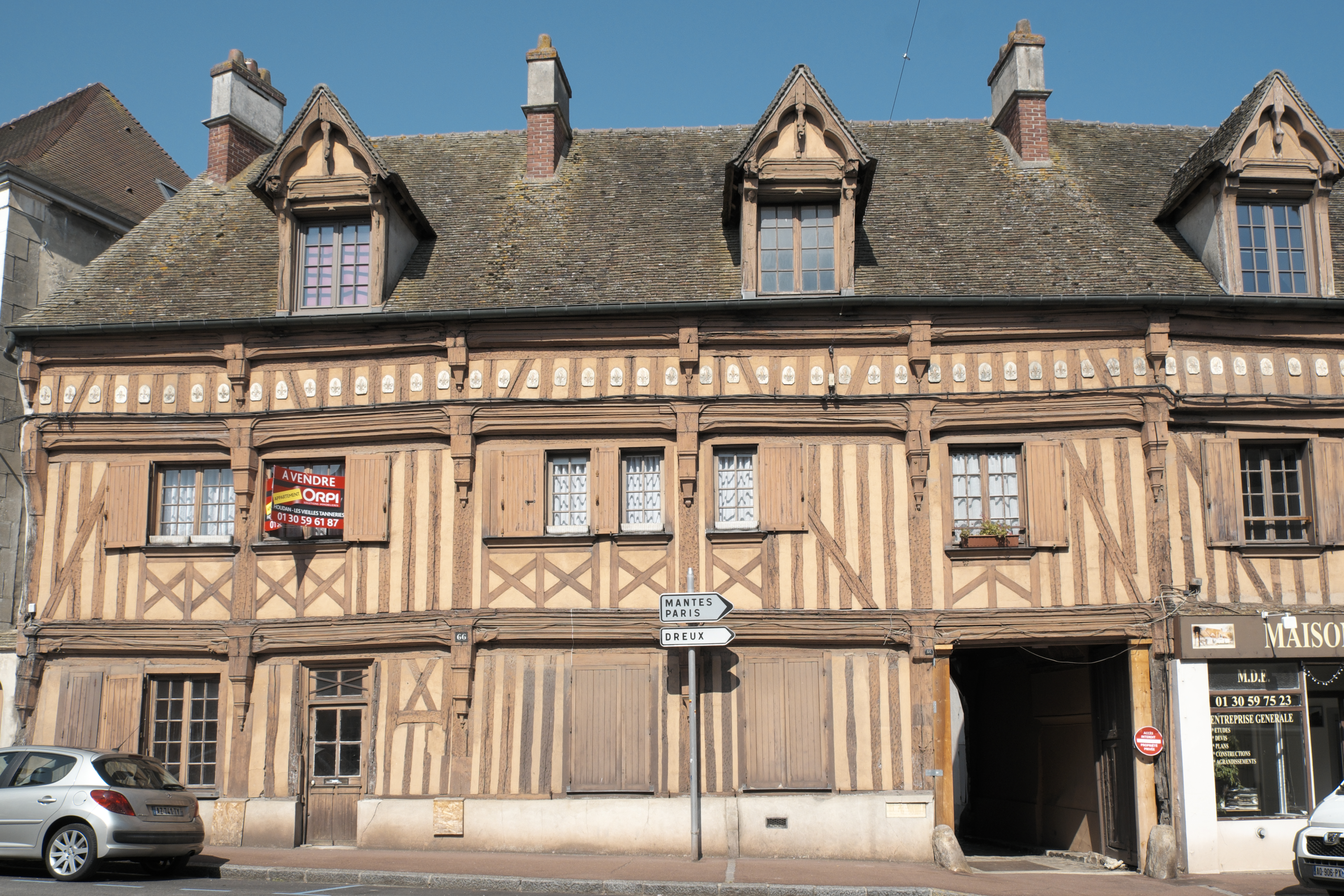
Hôtel du Lys à Houdan
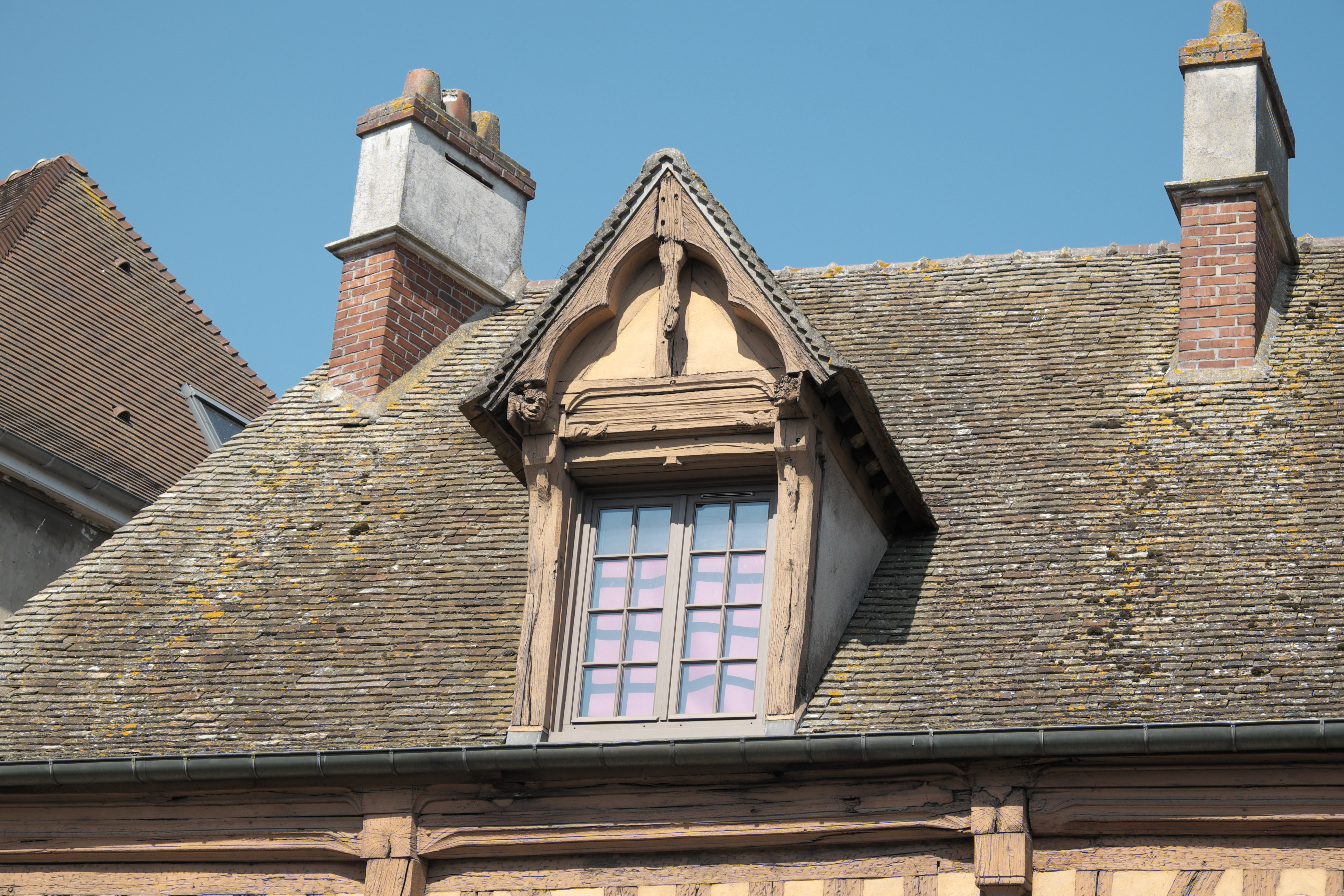
Lucarne

## Littérature
- Le Patrimoine des Communes des Yvelines. Tome 1, Éditions Flohic, Paris 2000,  (ISBN 2-84234-070-1), pp. 316

## Source de traduction
- (de) Cet article est partiellement ou en totalité issu de l’article de Wikipédia en allemand intitulé « Hôtel du Lys (Houdan) » (voir la liste des auteurs).